# Динголсхаузен
Динголсхаузен (њем. Dingolshausen) општина је у њемачкој савезној држави Баварска. Једно је од 29 општинских средишта округа Швајнфурт. Према процјени из 2010. у општини је живјело 1.232 становника. Посједује регионалну шифру (AGS) 9678122.

## Географски и демографски подаци
Динголсхаузен се налази у савезној држави Баварска у округу Швајнфурт. Општина се налази на надморској висини од 270 метара. Површина општине износи 10,2 km². У самом мјесту је, према процјени из 2010. године, живјело 1.232 становника. Просјечна густина становништва износи 120 становника/km².

## Међународна сарадња
| Мјесто   | Држава    | Врста сарадње | Од    |
| -------- | --------- | ------------- | ----- |
| Екемовиљ | Француска | партнерство   | 1988. |
| Извор    |           |               |       |